# Kanta Kondo
Kanta Kondo (近藤 貫太 Kondo Kanta?), född 11 augusti 1993 i Ehime prefektur, är en japansk fotbollsspelare.
Kondo började sin karriär 2014 i Ehime FC. Han spelade 24 ligamatcher för klubben. Han avslutade karriären 2015.